# 新妻聖子
新妻 聖子（にいづま せいこ、1980年10月8日 - ）は、日本の女優、歌手。愛知県稲沢市祖父江町出身。上智大学法学部国際関係法学科卒業。プロダクション尾木所属。

## 来歴・人物
父親の仕事の都合で、11歳から約7年間タイで過ごす。音楽好きの両親の影響で幼い頃から様々なジャンルの歌に触れる。バンコクのインターナショナルスクールを卒業した後、上智大学法学部国際関係法学科に入学。歌手を目指してレコード会社のオーディションを受けていた2002年、大学在学中に『王様のブランチ』（TBS）でブランチリポーターとして芸能界デビュー。1年半レポーターとして出演した。この時、同時期にテレビ朝日のアナウンサー試験を受けており最終選考まで残っていたが、悩んだ末にブランチリポーターを選択している。
2003年、ミュージカル『レ・ミゼラブル』に、オーディションでエポニーヌ役に大抜擢され、初舞台を踏む。以降『ミス・サイゴン』にもキム役で出演するなど、主にミュージカルを主軸として活動している。
2006年7月19日、NHK朝の連続テレビ小説『純情きらり』の挿入歌（この場合は番組オープニングテーマ曲に歌詞をつけている）「夢の翼」でCDデビューも果たす。また、2010年には映画『アンダンテ 〜稲の旋律〜』に主演。主題歌「アンダンテ」の作詞も担当し、作曲は実姉であるシンガソングライターの新妻由佳子が担当した。
2017年6月15日、かねてから交際していた一般男性と結婚したことを報告した。2018年2月11日には第1子妊娠を報告。同年7月20日には第1子男児を出産したことを発表した。2025年1月6日、第2子男児の出産を発表。

## 受賞
- 2005年 - 第31回菊田一夫演劇賞受賞（「21C：マドモアゼル・モーツァルト」モーツァルト 役 / 「サド侯爵夫人」ルネ 役）
- 2006年 - 第61回文化庁芸術祭演劇部門新人賞受賞（「マリー・アントワネット」マルグリット・アルノー 役）
- 2016年 - 第7回岩谷時子賞奨励賞受賞[9]

## 出演

### テレビ
- 王様のブランチ（2002年1月 - 2003年6月、TBS）
- 王様のお夜食（2002年1月 - 2003年7月、TBS）
- MUSIC HEADLINE（2002年10月 - 2003年3月、WOWOW）
- 世界ウルルン滞在記（2003年12月7日、毎日放送）
- お昼ですよ!ふれあいホール（2005年6月14日、NHK総合）
- 昭和の歌人たち「古関裕而」、「西條八十」（2006年7月29日、2014年3月2日、NHK-BS2）
- BS永遠の音楽大全集（2006年8月6日、2007年9月22日、2008年1月4日、NHK-BS2）
- 黄金の映画音楽館 （2007年7月16日、NHK-BS2）
- 青春舞台2007 -全国高校演劇大会 優秀校・東京公演-（2007年8月27日、NHK-BS2）
- 趣味悠々「簡単!ソックリ!似顔絵塾」（2007年11月7日 - 2008年1月9日、NHK総合テレビ）
- 魅惑のスタンダードポップス（2008年4月 - 、NHK-BS2）- 司会
- 今宵ゴージャス!（2008年7月29日、NHK総合）
- 異界百物語 ～Jホラーの秘密を探る～ （2008年8月5日、NHK-BShi）
- 日めくり万葉集（2008年10月 - 2009年、NHK-BShi）
- 私の1冊 日本の100冊（2009年9月27日、NHK総合）
- 朝だ!生です旅サラダ（2009年1月、朝日放送）「海外マンスリー」ゲスト
- NHK歌謡コンサート（2010年3月30日、2015年6月23日、NHK総合）
- にっぽんの歌 ふるさとの歌コンサート 第39回「日本農業賞」（2010年4月11日、NHK総合）
- 映画音楽に乾杯!「サマースペシャル」（2010年8月29日、NHK-BShi）
- 金曜バラエティー 「日本・秋の風物詩」（2010年11月5日、NHK総合）
- 歌謡チャリティーコンサート（2010年11月23日、NHK総合）
- 日本怪談物語（2011年8月15日、NHK総合）
- 女子力アップ塾 「新妻聖子・美声のヒケツ」（2011年11月19日、NHK教育）
- 第18回家族で選ぶにっぽんの歌（2012年3月20日、NHK総合）
- コントの劇場 〜The Actors' Comedy〜（2014年6月27日、NHK BSプレミアム）
- ミュージックフェア（2014年10月11日、2015年4月11日、フジテレビ）
- FNSうたの夏まつり（2015年7月29日、フジテレビ）
- あなたに名曲!“秋うた”セレクション（2015年11月5日、NHK-BSP）
- 2015 FNS歌謡祭（2015年12月2日、フジテレビ）
- アナザースカイ （2016年10月29日、日本テレビ）
- オリンピックコンサート2017（2017年7月17日、NHK総合）
- いのちのうた2017（2017年8月18日、NHK総合）
- イッピン （2017年10月31日、NHK総合）
- 明日へつなげるコンサート（2017年12月9日、NHK総合）
- 阿久悠リスペクトコンサート（2017年12月16日、NHK-BSプレミアム）
- Nコン2018スーパー合唱教室 （2018年5月、NHK Eテレ）- 語り
- 新・BS日本のうた（NHK-BSプレミアム）
- うたコン（NHK総合）
- 虹の架け橋まごころ募金コンサート（2019年11月3日、NHK-BSP）
- みいつけた!さん（2021年3月、NHK Eテレ）- ニズさん役（声の出演）

#### テレビドラマ
- ハチロー〜母の詩、父の詩〜（2005年3月、NHK総合）
- 堀部安兵衛（2007年1月、NHK総合）
- 匿名探偵（2014年7月 - 9月、テレビ朝日）
- 紅雲町珈琲屋こよみ（2015年4月29日、NHK総合） - 清瀬小枝子 役[10]
- 死の臓器（2015年7月 - 8月、WOWOW） - 並川良子 役
- 相棒 Season14 第9話「秘密の家」（2015年12月16日、テレビ朝日） - 神田志乃 役
- ヒガンバナ〜警視庁捜査七課〜 第9話・最終話（2016年3月9日・16日、日本テレビ） - 辛島優香 役
- 大河ドラマ『真田丸』（2016年9月4日 - NHK） - 江 役[11]
- 勇者ヨシヒコと導かれし七人（2016年11月18日、テレビ東京） - 美女 役
- とと姉ちゃん もうひとつの物語「福助人形の秘密」（2016年11月19日、NHK-BSP） - 藤野めぐみ 役
- 99.9-刑事専門弁護士- SEASON II 第1話（2018年1月14日、TBS） - 伊藤亜紀 役

### 配信

#### 配信ドラマ
- 民王番外編 秘書貝原と6人の怪しい客 第6話（2016年5月27日配信、TELASA） - アチキ 役

### ラジオ
- WILL FOR TOMORROW（2009年4月 - 10月、J-WAVE）

### 舞台
- レ・ミゼラブル
  - （2003年7月 - 9月、2004年1月・7月・11月、2005年3月 - 5月・12月、2006年4月、2007年6月 - 9月、2009年6月） - エポニーヌ 役
  - （2011年5月-6月）　- ファンティーヌ 役
- ミス・サイゴン（2004年8月 - 11月、2008年7月 - 11月、2009年1月 - 2月、2012年8月－2013年1月） - キム 役
- 21C:マドモアゼルモーツァルト（2005年7 - 11月） - モーツァルト 役（主演）
- サド侯爵夫人（2005年11月） - ルネ 役
- LOVE LETTERS（2005年2月） - メリッサ 役
- 忍者イリュージョンNARUTO（2006年5月） - 歌姫ワカ 役
- 骨唄（2006年7月 - 8月） - 栞役
- マリー・アントワネット（2006年11月 - 2007年5月） - マルグリット・アルノー 役
- THE LIGHT IN THE PIAZZA（2007年12月） - クララ 役
- MIDSUMMER CAROL ガマ王子 vs ザリガニ魔人（2008年3月 - 4月） - 光岡 役
- スペリング・ビー（2009年7月 - 8月） - オリーブ・オストロフスキー 役
- NINE the musical（2009年12月 - 2010年1月） - ルイーザ・コンティーニ 役
- キャンディード（2010年6月） - クネゴンデ 役
- SHOW-ism 『DRAMATICA/ROMANTICA』（2010年7月）
- イリアス（2010年9月）- 予言者・カッサンドラ 役
- プライド（2010年12月） - 緑川萌 役
- 青空…!（2011年1月 - 2月） - 村野五月 役
- 国民の映画（2011年3月 - 5月） - レニ・リーフェンシュタール 役
- SHOW-ism III『DRAMATICA/ROMANTICA W』（2011年6月）
- GOLD -カミーユとロダン-（2011年12月） - カミーユ・クローデル 役
- Bitter days, Sweet night （2012年8月） - ナツコ 役
- SHOW-ism V『DRAMATICA/ROMANTICA V』（2012年10月）
- トゥモロー・モーニング（2013年4月） - キャット 役
- クランク・イン（2013年12月） - 真里 役
- DNA-SHARAKU（2016年1月、新国立劇場中劇場） - 佐山ハル 役
- 王家の紋章（2016年8月） - キャロル 役
- モンティ・パイソンのSPAMALOT（2021年1月18日 - 2月28日、東京建物 Brillia HALL 他） - 湖の貴婦人 役
- ジョン&ジェン（2023年12月） - ジェン 役
- THE BODY GUARD The Musical （2020年3月 - 4月、2022年1月 - 2月、2024年2月 - 4月） - レイチェル・マロン 役

### 映画
- アンダンテ 〜稲の旋律〜（2010年、金田敬監督）
- サウンド・オブ・ミュージック（2011年、テレビ東京版） - マリア 役（日本語吹替）

### 劇場アニメ
- とある飛空士への追憶（2011年） - 狩乃チセ 役[12]
- 映画 プリキュアオールスターズ みんなで歌う♪奇跡の魔法!（2016年） - ソルシエール 役
- 夜は短し歩けよ乙女（2017年） - 紀子さん 役[13]

### CM
- ブルボン 「キープクールキャンペーン」・「フランスバターのクッキー」
- 日本デジタル研究所 「歌姫 新妻聖子」篇（2016年6月 - ）※企業ビデオにも出演
- アース製薬 「おすだけノーマットプロプレミアム」
- タマホーム ハッピーソング「本気で歌う篇」「ミュージカル篇」（2019年）
- タマホーム 「子犬と子供篇」「ハッピーソング　新妻聖子篇」（2021年）

### テーマパーク
- 魅惑のチキルーム：スティッチ・プレゼンツ “アロハ・エ・コモ・マイ!”（2008年7月25日、東京ディズニーランド） - マヒナ 役

### その他
- 令和2年度版「小学音楽 音楽のおくりもの」四年生の教科書（教育出版）

## ディスコグラフィー

### シングル
| タイトル                            | レーベル                       | 発売日        |
| ----------------------------------- | ------------------------------ | ------------- |
| 夢の翼                              | ポニーキャニオン               | 2006年7月19日 |
| 愛をとめないで〜Always Loving You〜 | ポニーキャニオン               | 2007年7月18日 |
| ヴァージン・ロード                  | ポニーキャニオン               | 2008年1月16日 |
| 時の翼                              | ポニーキャニオン               | 2011年9月21日 |
| ありがとう                          | ポニーキャニオン               | 2012年5月16日 |
| この祈り～The Prayer～              | ワーナーミュージック・ジャパン | 2016年9月28日 |
| アライブ/天地の声                   | ワーナーミュージック・ジャパン | 2017年7月12日 |

### アルバム
| タイトル                                  | レーベル                       | 発売日         |
| ----------------------------------------- | ------------------------------ | -------------- |
| ミュージカルアルバム「MUSICAL MOMENTS」   | ポニーキャニオン               | 2008年7月16日  |
| アンダンテ                                | ポニーキャニオン               | 2010年2月17日  |
| ライブ・アルバム「LIVE MOMENTS」          | ポニーキャニオン               | 2013年8月21日  |
| SEIKO                                     | ソニー・ミュージックダイレクト | 2015年11月18日 |
| Colors of Life                            | ワーナーミュージック・ジャパン | 2019年5月15日  |
| ミュージカルアルバム「MUSICAL MOMENTS 2」 | ビクターエンタテインメント     | 2025年8月6日   |

### 参加作品
| タイトル                                                                    | 備考 |
| --------------------------------------------------------------------------- | --- |
| ON THE STAGE                                                                | 2014年10月1日発売。別所哲也とのコラボレーションアルバム。                                                          |
| 名古屋開府400年記念CD「煌めきの未来へ」                                     | 「煌めきの未来へ」歌唱。                                                                                           |
| 映画 プリキュアオールスターズ みんなで歌う♪奇跡の魔法! ミュージカルソングス | 2016年3月19日発売。「秘薬のレシピ」「考えてみて」「魔女の子守唄（アカペラ ver.）」「魔女の子守唄〜歌は魔法」歌唱。 |
| 映画大好きポンポさん オリジナルサウンドトラック                             | 2021年6月4日発売。オープニングテーマ「Dance On Fire」歌唱。                                                        |
| メメントモリ Lament Collection Vol.1                                        | 2023年10月25日発売。ゲーム『メメントモリ』キャラクター専用曲「角」歌唱。                                           |

### タイアップ
| 曲名                                | タイアップ                                             |
| ----------------------------------- | ------------------------------------------------------ |
| 夢の翼                              | NHK連続テレビ小説『純情きらり』挿入歌                  |
| 愛をとめないで〜Always Loving You〜 | NHK土曜時代劇『陽炎の辻〜居眠り磐音 江戸双紙〜』主題歌 |
| ヴァージン・ロード                  | 東海テレビ『安宅家の人々』主題歌                       |
| 時の翼                              | 劇場アニメ『とある飛空士への追憶』主題歌               |
| 自由の鳥になれ風になれ              | JDL（日本デジタル研究所）CMソング                      |